# FACS et UNECTO
Pour les articles homonymes, voir FACS.
FACS et UNECTO désigne les actions communes, depuis 2007, de deux associations françaises, fédérations nationales, la FACS et l'UNECTO, auparavant réunies au sein d'une association unique dénommée « FACS-UNECTO ». « FACS-UNECTO » est le sigle du nom de l'association « Fédération des Amis des Chemins de fer Secondaires-Union des exploitants de chemins de fer touristiques et de musées », de 2001 à 2007.

## De FACS à FACS-UNECTO puis FACS et UNECTO

### FACS
En 1957, le premier janvier, la Fédération des Amis des Chemins de fer Secondaires (Facs) est créée. La Facs est organisateur de voyages sur le chemin de fer secondaire et édite un bulletin sur l'histoire et l'actualité de ces réseaux, elle organise la défense du patrimoine ferroviaire. Les années suivantes, des membres de la Facs créent des réseaux et les exploitent en chemins de fer touristiques : Meyzieu, Île d’Oléron, Cap-Ferret, Butry-sur-Oise, Saint-Lieux-lès-Lavaur, les Hôpitaux-Neufs.  D'autres sont sauvés : Pithiviers, Abreschviller, Baie de Somme, Vivarais.

### FACS-UNECTO
Dans les années 1980, l'augmentation du nombre de membres s'occupant des chemins de fer touristiques – 70 réseaux –, amène la création d'un groupe interne, Union des Exploitants des Chemins de Fer Touristiques et des Musées (UNECTO). L'importance de l'action entreprise, le développement des créations de chemins de fer touristiques se traduit, en 2001, par une modification de l'intitulé lors d'une assemblée générale de l'association. Le 9 juin 2001 parait une annonce officiel de modification du titre, qui devient : Fédération des Amis des Chemins de fer Secondaires -  Union des Exploitants des Chemins de Fer Touristiques et des Musées (FACS-UNECTO).

### FACS et UNECTO
En 2007, l'année du 50e anniversaire, en assemblée générale extraordinaire, les membres de la FACS-UNECTO approuvent le projet de statuts donnant l'autonomie juridique au groupe interne « UNECTO », pour notamment, renforcer le professionnalisme de la gestion des chemins de fer à vocation touristique.
Le groupe « UNECTO » devient association autonome en mars 2007 lors de son assemblée générale de constitution. Cette création est officialisée par la publication d'une annonce au journal officiel le 9 juin 2007.
L'association créée le 1er janvier 1957 retrouve, en assemblée générale, son intitulé d'origine.

## Liens actuels entre FACS et UNECTO
Les liens entre les deux associations sont nombreux puisque des membres, physiques, et associatifs sont adhérents des deux fédérations nationales. Il y a aussi des liens d'autre nature, notamment statutaire ou d'actions communes.

### Lien statutaire
Les deux structures FACS et UNECTO ont toujours des liens, un administrateur de la Facs est  membre de droit du Conseil d’Administration de l’UNECTO et réciproquement.

### Coédition de la revueChemins de Fer régionaux et Tramways
La FACS coédite avec l'UNECTO une revue bimestrielle. Après s'être longtemps appelée « Chemins de fer secondaires », elle prend en 1969 le nom de « Chemins de fer régionaux et urbains », puis, en 2006, le nom de « Chemins de fer régionaux et tramways ». 